# Cabana de pastor (l'Esquirol)
Cabana de pastor és una obra de l'Esquirol (Osona) inclosa a l'Inventari del Patrimoni Arquitectònic de Catalunya.

## Descripció
Cabana de pastor. Es tracta d'una construcció de petites dimensions, de planta rectangular i arrecerada al marge del mur de llevant. Mesura aproximadament dos metres i mig de llarg per un d'ample. D'alçada mesura escassament un metre, de manera que no es pot estar dret dins del recinte. És coberta per una gran llossa de pedra que s'aguanta damunt el marge. Presenta un petit portal, rectangular, encarat a migdia. És construïda en pedra seca, sense unir-la amb cap material. L'estat de conservació és bo.

## Història
És un bon exemple d'estatge primitiu, de construcció simple i enginyosa. Aquest tipus de barraques abunden a Catalunya i Balears. Fou segurament l'habitatge d'algun pastor que portava el remat per aquestes contrades o bé s'utilitzà com a cabanya per a guardar les eines de pagès. Avui roman abandonada en perdre la seva funcionalitat original.